# Blignicourt
Blignicourt ist eine französische Gemeinde mit 43 Einwohnern (Stand: 1. Januar 2022) im Département Aube in der Region Grand Est. Sie gehört zum Arrondissement Bar-sur-Aube und zum Kanton Brienne-le-Château. 

## Lage
Sie ist umgeben von folgenden Nachbargemeinden:
|                  | Courcelles-sur-Voire                        | Rances      |
| Rosnay-l’Hôpital | Kompassrose, die auf Nachbargemeinden zeigt |             |
|                  | Perthes-lès-Brienne                         | Vallentigny |

## Bevölkerungsentwicklung
| Jahr                      | 1962 | 1968 | 1975 | 1982 | 1990 | 1999 | 2008 | 2016 |
| ------------------------- | ---- | ---- | ---- | ---- | ---- | ---- | ---- | ---- |
| Einwohner                 | 87   | 89   | 64   | 61   | 58   | 55   | 46   | 39   |
| Quelle: Cassini und INSEE |      |      |      |      |      |      |      |      |